# Andrés Bello (Rafael Caldera)
Andrés Bello es un ensayo sobre la vida y obra del polímata de origen venezolano, escrito durante su juventud por Rafael Caldera (1916-2009). El libro fue galardonado por la Academia Venezolana de la Lengua con el primer Premio Andrés Bello en 1935.

## Historia
La primera edición apareció ese mismo año bajo el sello de Parra León Hermanos Editores. Asimismo fue publicado en el boletín de la academia dedicado a este certamen, el 26 de julio de 1935. La segunda edición fue publicada en Buenos Aires, Argentina, por la Editorial Atalaya en 1946, bajo el título: Andrés Bello, su vida, su obra, su pensamiento. Este mismo texto fue incorporado como «Estudio Preliminar» a la obra de Andrés Bello: Principios de Derecho Internacional (Editorial Atalaya, 1946). Con más de una decena de ediciones, ha sido traducido al francés, italiano, portugués, al inglés y al ruso. La más reciente edición de la obra es de 2015, volumen quinto de la Biblioteca Rafael Caldera, con prólogo del académico Francisco Javier Pérez.
A partir de la segunda edición la obra está dedicada a Caracciolo Parra León (1901-1939), jurista, historiador y profesor de Caldera en la Universidad Central de Venezuela, fallecido de manera prematura, y quien fuera el principal propulsor de que su alumno se acercara a la figura de Bello: 

A Caracciolo Parra León (o Caracciolo Parra, a secas, como prefería llamarse), quise dedicar la primera edición de este trabajo. Suya fue la iniciativa estimulante; me dio algunas notas valiosas que tenía reunidas para su estudio sobre las ideas estéticas de Bello; y hasta fue mi editor, en aquella imprenta que funcionaba bajo su dirección inmediata y que hizo el milagro de ofrecer raras joyas a la bibliografía venezolana, con escasos medios y grandes dificultades. Pero su generosidad y su sabiduría iban hermandadas a excepcional modestia: y Caracciolo se negó a admitir el homenaje.

El catedrático chileno Iván Jaksic, en su biografía sobre Bello, afirma que el libro de Caldera «mantiene aún su vigencia y frescor, y amerita su puesto como la monografía más importante sobre Bello del Siglo XX». Mariano Picón Salas, escritor y académico venezolano, incluyó un extracto de este ensayo en su antología Dos siglos de prosa venezolana (1965). En 1972 la editorial Seghers tradujo la obra al francés, la cual cuenta con un prefacio del hispanista Jean Descola.